# اداتیگالا
اداتیگالا (به انگلیسی: Addateegala) در هند است که در آندرا پرادش واقع شده‌است.

## خصوصیات
اداتیگالا ۱۸۳ متر بالاتر از سطح دریا واقع شده‌است.